# Lycium depressum
Lycium depressum là loài thực vật có hoa trong họ Cà. Loài này được Stocks mô tả khoa học đầu tiên năm 1852.